# マネジ! シリーズ
『マネジ!』シリーズは、日本の同人サークル・劇団近未来が開発したアダルトゲームのシリーズ作品である。

## 概要
どのタイトルも、弱小野球部の女子マネージャーが部員（ほとんどモブキャラクターに等しい扱いを受けている）を相手に乱交を重ねて奮起させ、全国大会を目指すと言う設定で共通しているが陵辱色はほとんど無く、ライトタッチな世界観となっている。メインシリーズはいずれも低価格帯のブランドより商業作として発売されており、第1作『マネジ! イキます!!』はNorn、第2作『マネジ! ヤリます!!』と第3作『マネジ! キメます!!』はsofthouse-sealと発売元が異なっている。ファンディスクは劇団近未来より同人ゲームとして発表された。

## シリーズ作品
対応機種はいずれもWindows 2000/XP/Vista（1作目のみWindows 98をサポート）。その他の要求スペックは各タイトルの公式ページを参照。

### マネジ! イキます!! 〜膣予選に賭けた夏2008〜
第1作『マネジ! イキます!! 〜膣予選に賭けた夏2008〜』はNornより2008年5月30日にダウンロード版、2008年6月27日にパッケージ版が発売された。エンディングは途中の分岐に関わらず1種類。
ストーリー
近代未来工科学園に通う村瀬渚は野球部のエース・葛西に一目惚れし、マネージャーに就任した。しかし近代未来工科学園野球部は公式戦で一度も勝ったことが無い弱小チームで、葛西もエースとは名ばかりの小心者で緊張するとフォアボールを連発して自滅するのが悩みだった。部員の不甲斐なさに業を煮やした渚は、部員を奮起させるため文字通りに一肌脱いで活躍した部員に「ご褒美」をあげると公約し、Hな「ご褒美」目当てに活気付いた近代未来工科学園野球部は地区予選で破竹の快進撃を繰り広げる。

### マネジ! ヤリます!! 〜汗と白濁のグラウンド2009〜
第2作『マネジ! ヤリます!! 〜汗と白濁のグラウンド2009〜』はsofthouse-sealより2009年10月9日（ダウンロード版・パッケージ版とも同日）に発売された。
ストーリー
ボーイズリーグでショートを守っていた野球少女の大島七海は近代未来工科学園への入学を機に現役を引退し、野球部のマネージャーに就任した。しかし、数年前まで強豪として知られていた野球部は再び元の弱小チームに戻ってしまっており、七海はやる気のない部員たちの姿に失望する。そこへ、かつて野球部が強豪だった時代にマネージャーだった村瀬渚が教育実習生として七海の前に現れ、部員を奮起させる「とっておきの方法」を七海に伝授する。

### マネジ! キメます!! 〜絶頂ナインと駆け抜ける性春2011〜
第3作『マネジ! キメます!! 〜絶頂ナインと駆け抜ける性春2011』はsofthouse-sealより2011年10月7日（ダウンロード版・パッケージ版とも同日）に発売された。基本的なシチュエーションは共通しているが、舞台設定や登場人物は前2作と異なっている。本作の発売に当たってはタイトルの公募が実施され、募集告知はsofthouse-sealだけでなく第1作の発売元であったNornの公式サイトにも掲載された。
ストーリー
公式戦で一度も勝ったことが無い弱小チームの春日乃森自由学園野球部は学園自治会から廃部を通告される。廃部の危機を免れるため全国大会出場を実現すべく奔走するマネージャー・田奈加麻朝に加えて自治会長の西峯有希も「自治会としても部への協力は惜しまない」と言い、マネージャーに就任する。テンションのあがった部員を前に有希は「試合で一番活躍した選手にご褒美を与える」と宣言し、部員たちはHな「ご褒美」に色めき立って快進撃を繰り広げるが、有希にお株を奪われっ放しなことが面白くない麻朝も対抗して選手を相手に「ご褒美」を約束する。

## ファンディスク
『淫乱女子マネジと行く1泊2日スポ根中出しエロ合宿 〜マネジ! みんなでイキます!!〜』は、劇団近未来が同人ゲームとして発売したシリーズ3作品のファンディスク。2011年12月31日にコミックマーケット81で頒布開始。『2008』『2009』の近代未来工科学園と『2011』の春日乃森自由学園が強化合宿で鉢合わせした際の顛末を描いている。

## 登場人物
実質モブキャラクター扱いの野球部員は割愛する。

### 近代未来工科学園
『2008』と『2009』の舞台。
村瀬 渚（むらせ なぎさ）
声 - ヒマリ
『2008』の主人公。弱小野球部を奮起させるべく、体を張った「ご褒美」を部員に約束してまたたく間に近代未来工科学園を強豪に導いた。数年後、再び弱体化していた野球部のマネージャーを務める大島七海の前に教育実習生として現れ、部員を奮起させる「とっておきの方法」を伝授する。
大島 七海（おおしま ななみ）
声 - 逢川奈々
『2009』の主人公。ボーイズリーグの選手時代はショートを守っていた。近代未来工科学園への入学を機に引退し、弱体化した野球部のマネージャーとなるがそこへ現れた教育実習生の渚から「とっておきの方法」を伝授され、体を張って野球部を再び強豪へ押し上げて行く。

### 春日乃森自由学園
『2011』の舞台。
田奈加 麻朝（たなか まあさ）
声 - 森野めぐむ
春日乃森自由学園2年生の野球部マネージャー。廃部の危機に瀕した野球部を全国大会へ出場させるべく奔走するが、後からマネージャーになった自治会長の西峯有希にお株を奪われたことで対抗意識に火が着き、自らも部員を相手に過激な「ご褒美」を振る舞い始める。
西峯 有希（さいほう ゆき）
声 - ゆづきひな。
春日乃森自由学園3年生の自治会長。弱小野球部に廃部を通告した張本人だが自らも部の存続に協力は惜しまないと言い、マネージャーに就任して試合で活躍した選手への「ご褒美」を宣言する。ファンディスク『マネジ! みんなでイキます!!』の発売後、有希を主人公にしたスピンオフの同人漫画『マネジ! キスします!!（字余り）』が刊行された。

## スタッフ
- シナリオ 春日森
- 原画 鰻丸